# Luna Gevitz
Luna Nørgaard Gevitz (Aarhus, 3 marzo 1994) è un'ex calciatrice danese, di ruolo difensore.
Dopo aver vestito la maglia della nazionale a livello giovanile, conquistando un terzo posto all'Europeo di Turchia 2012 con l'under 19, dal 2014 al 2023 ha indossato quella nazionale maggiore conquistando un secondo posto all'Europeo dei Paesi Bassi 2017. Ha poi chiuso la carriera in Francia con il Montpellier nel dicembre 2023, svolgendo da allora il ruolo di commentatrice per DR, la televisione di stato danese.

## Carriera

### Club
Nata ad Aarhus, inizia a giocare a calcio nel Dover, passando poi allo Skanderborg e infine allo VSK Aarhus, dove rimane fino al compimento dei 18 anni.
Nel 2012 va a giocare in Francia, al Montpellier, con cui in una stagione gioca solo due volte in Division 1 Féminine, segnando un gol, quello del definitivo 3-1 nel successo sul campo dell'Issy-les-Moulineaux del 2 febbraio 2013, all'esordio. Sempre nel 2012 viene eletta miglior giovane talento del calcio femminile danese dalla DBU, unica a ricevere il riconoscimento mentre militava all'estero.
Nel 2013 ritorna in Danimarca, firmando con il Fortuna Hjørring, con cui gioca l'Elitedivisionen, campionato femminile danese e anche la Champions League, competizione nella quale debutta l'8 ottobre 2014 nell'andata dei sedicesimi di finale, entrando al 58' dell'andata, vinta per 3-0 in Portogallo contro l'Atlético Ouriense. Con le biancoverdi vince due campionati (2014 e 2016) e una Coppa di Danimarca nel 2016.
Nel febbraio 2021 ha lasciato il Guingamp per trasferirsi in Svezia per giocare all'Häcken in Damallsvenskan.

### Nazionale

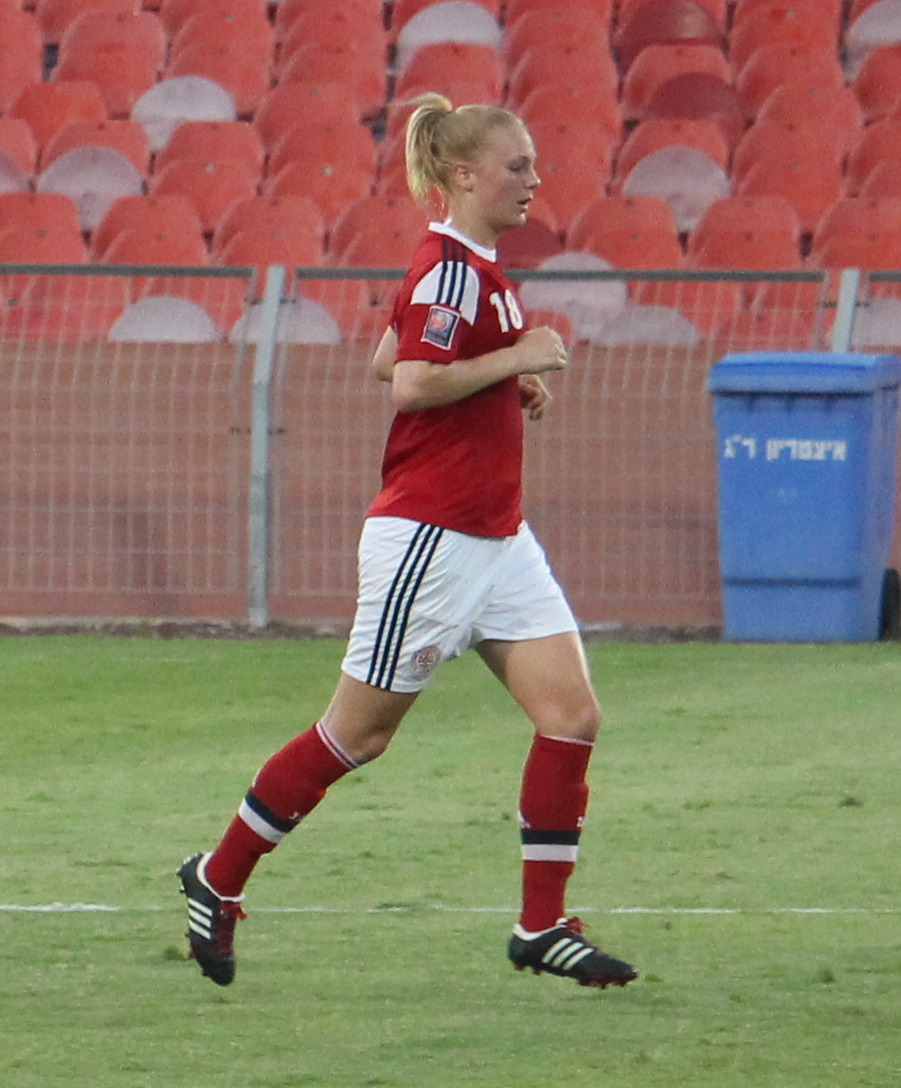
Gevitz nel 2014 con la nazionale danese.

Inizia a giocare nelle nazionali giovanili danesi a 16 anni, nel 2010, esordendo in Under-16, dove gioca 4 partite nello stesso anno. Sempre nel 2010 passa in Under-17, militandovi fino al 2011 e collezionando 15 presenze e 1 gol. Dal 2011 al 2013 viene utilizzata costantemente dall'Under-19, con cui disputa 28 gare, trovando 5 gol, e partecipa agli Europei di Turchia 2012, dove arriva in semifinale, venendo eliminata dalla Svezia, poi vincitrice del torneo.
Nel 2014, a 20 anni, debutta in nazionale maggiore, subentrando a Nanna Christiansen al 69' della sfida vinta per 5-0 in trasferta a Tel Aviv contro Israele il 19 giugno, nelle qualificazioni al Mondiale 2015 in Canada.
Tra 2015 e 2016 disputa due amichevoli con l'Under-23.
Nel 2017 il CT danese Nils Nielsen la convoca per l'Europeo nei Paesi Bassi, non impiegandola però in nessun incontro del torneo UEFA. in quell'occasioni le danesi si rivelano tra le outsider dell'Europeo riuscendo a raggiungere la finale, dove vengono sconfitte per 4-2 dalle padrone di casa.
Con la decisione di Nielsen di lasciare la guida della nazionale e l'affidamento della panchina al nuovo ct Lars Søndergaard, segue un periodo di oltre due anni dove non viene più convocata fino ad essere inserita in rosa con la squadra che affronta l'edizione 2020 dell'Algarve Cup. Qui scende nuovamente in campo il 7 marzo, nella sconfitta per 2-1 con la Svezia alla seconda fase, il suo unico impiego nel torneo. Søndergaard decide di reimpiegarla un anno più tardi, tre le amichevoli disputate da Gevitz nel 2021, per concederle poi sempre maggiore fiducia tanto da decidere di inserirla nella lista delle giocatrici in partenza per l'Europeo di Inghilterra 2022.

## Palmarès

### Club
- Campionato danese: 3

Fortuna Hjørring: 2013-2014, 2015-2016, 2017-2018
- Coppa di Danimarca: 2

Fortuna Hjørring: 2015-2016, 2018-2019
- Coppa di Svezia: 1

Häcken: 2020-2021